# Elecciones al Senado de Argentina de 1963
Las Elecciones al Senado de la Nación Argentina de 1963 fueron realizadas a lo largo del mencionado año por las Legislaturas de las respectivas provincias para renovar las 46 bancas del Senado de la Nación luego del golpe de Estado de 1962. En la Capital Federal el senador fue electo mediante el sistema indirecto de votación, donde se eligieron a 74 electores que luego se reunirián en el Colegio Electoral y proclamarían al senador electo.

## Resultados
| Partido | Partido                                 | Bancas |
| ------- | --------------------------------------- | ------ |
|         | Unión Cívica Radical del Pueblo         | 25/46  |
|         | Unión Cívica Radical Intransigente      | 5/46   |
|         | Partido Blanco de los Trabajadores      | 2/46   |
|         | Movimiento Popular Neuquino             | 2/46   |
|         | Partido Demócrata Cristiano             | 2/46   |
|         | Unión Popular                           | 2/46   |
|         | Partido Demócrata de la Justicia Social | 1/46   |
|         | Partido Conservador del Chaco           | 1/46   |
|         | Unión Cívica Radical Bloquista          | 1/46   |
|         | Acción Popular Sanluiseña               | 1/46   |
|         | Partido Autonomista de Corrientes       | 1/46   |
|         | Partido Liberal de Corrientes           | 1/46   |
|         | Partido Laborista Nacional              | 1/46   |
|         | Unión del Pueblo Argentino              | 1/46   |

## Resultados por provincia
| Provincia           | Senador electo                  | Partido | Partido                                 | Mandato                                    |
| ------------------- | ------------------------------- | ------- | --------------------------------------- | ------------------------------------------ |
| Buenos Aires        | Rubén Víctor Manuel Blanco      |         | Unión Cívica Radical del Pueblo         | 12 de agosto de 1963 - 30 de abril de 1969 |
| Buenos Aires        | Alfredo Miguel Ghiglione        |         | Unión Cívica Radical del Pueblo         | 12 de agosto de 1963 - 30 de abril de 1972 |
| Capital Federal     | Santiago Fassi                  |         | Unión Cívica Radical del Pueblo         | 12 de agosto de 1963 - 30 de abril de 1969 |
| Capital Federal     | Ricardo Bassi                   |         | Unión Cívica Radical del Pueblo         | 12 de agosto de 1963 - 30 de abril de 1972 |
| Catamarca           | Ernesto Niceo Acuña             |         | Unión Cívica Radical del Pueblo         | 12 de agosto de 1963 - 30 de abril de 1966 |
| Catamarca           | Ramón Edgardo Acuña             |         | Unión Cívica Radical del Pueblo         | 12 de agosto de 1963 - 30 de abril de 1972 |
| Chaco               | Ginés A. Lubary                 |         | Partido Conservador del Chaco           | 12 de agosto de 1963 - 30 de abril de 1966 |
| Chaco               | Lauro Francisco Ramírez         |         | Unión Popular                           | 12 de agosto de 1963 - 30 de abril de 1972 |
| Chubut              | Diógenes Varela Díaz            |         | Unión Cívica Radical del Pueblo         | 12 de agosto de 1963 - 30 de abril de 1966 |
| Chubut              | Jorge Oscar López               |         | Unión Cívica Radical del Pueblo         | 12 de agosto de 1963 - 30 de abril de 1969 |
| Córdoba             | Mario Zinny                     |         | Unión Cívica Radical del Pueblo         | 12 de agosto de 1963 - 30 de abril de 1966 |
| Córdoba             | Eduardo Gamond                  |         | Unión Cívica Radical del Pueblo         | 12 de agosto de 1963 - 30 de abril de 1969 |
| Corrientes          | Galileo Mancini                 |         | Partido Autonomista de Corrientes       | 12 de agosto de 1963 - 30 de abril de 1969 |
| Corrientes          | Juan Ramón Aguirre Lanari       |         | Partido Liberal de Corrientes           | 12 de agosto de 1963 - 30 de abril de 1972 |
| Entre Ríos          | Antonio Tardelli                |         | Unión Cívica Radical del Pueblo         | 12 de agosto de 1963 - 30 de abril de 1969 |
| Entre Ríos          | Lucio J. Martínez Garbino       |         | Unión Cívica Radical del Pueblo         | 12 de agosto de 1963 - 30 de abril de 1972 |
| Formosa             | José Alberto Martínez           |         | Unión Cívica Radical del Pueblo         | 12 de agosto de 1963 - 30 de abril de 1966 |
| Formosa             | Alfonso Andrés Vitti            |         | Unión Cívica Radical del Pueblo         | 12 de agosto de 1963 - 30 de abril de 1972 |
| Jujuy               | Guillermo Snopek (p)            |         | Partido Blanco de los Trabajadores      | 12 de agosto de 1963 - 30 de abril de 1966 |
| Jujuy               | Ricardo Ovando                  |         | Partido Blanco de los Trabajadores      | 12 de agosto de 1963 - 30 de abril de 1969 |
| La Pampa            | Mariano Fernández (h)           |         | Unión Popular                           | 12 de agosto de 1963 - 30 de abril de 1969 |
| La Pampa            | José Raúl Bauducco              |         | Unión del Pueblo Argentino              | 12 de agosto de 1963 - 30 de abril de 1972 |
| La Rioja            | Demetrio César Abdala           |         | Unión Cívica Radical del Pueblo         | 12 de agosto de 1963 - 30 de abril de 1966 |
| La Rioja            | Carlos Argentino Morillo        |         | Unión Cívica Radical del Pueblo         | 12 de agosto de 1963 - 30 de abril de 1972 |
| Mendoza             | Tomás González Funes            |         | Unión Cívica Radical del Pueblo         | 12 de agosto de 1963 - 30 de abril de 1966 |
| Mendoza             | Felipe Abdala                   |         | Unión Cívica Radical del Pueblo         | 12 de agosto de 1963 - 30 de abril de 1969 |
| Misiones            | Eugenio León Rodríguez          |         | Unión Cívica Radical del Pueblo         | 12 de agosto de 1963 - 30 de abril de 1969 |
| Misiones            | Rolando Olmedo                  |         | Unión Cívica Radical Intransigente      | 12 de agosto de 1963 - 30 de abril de 1972 |
| Neuquén             | Francisco Capraro               |         | Movimiento Popular Neuquino             | 12 de agosto de 1963 - 30 de abril de 1966 |
| Neuquén             | Elías Sapag                     |         | Movimiento Popular Neuquino             | 12 de agosto de 1963 - 30 de abril de 1972 |
| Río Negro           | José Enrique Gadano             |         | Unión Cívica Radical del Pueblo         | 12 de agosto de 1963 - 30 de abril de 1966 |
| Río Negro           | Roberto de Rege                 |         | Partido Demócrata Cristiano             | 12 de agosto de 1963 - 30 de abril de 1969 |
| Salta               | Miguel A. Martínez Saravía      |         | Unión Cívica Radical del Pueblo         | 12 de agosto de 1963 - 30 de abril de 1969 |
| Salta               | Dante Lovaglio                  |         | Partido Laborista Nacional              | 12 de agosto de 1963 - 30 de abril de 1972 |
| San Juan            | Aldo Hermes N. Cantoni          |         | Unión Cívica Radical Bloquista          | 12 de agosto de 1963 - 30 de abril de 1966 |
| San Juan            | Américo Ángel Aguiar Vázquez    |         | Unión Cívica Radical del Pueblo         | 12 de agosto de 1963 - 30 de abril de 1972 |
| San Luis            | Miguel Ángel Bernardo           |         | Unión Cívica Radical Intransigente      | 12 de agosto de 1963 - 30 de abril de 1966 |
| San Luis            | Domingo Flores                  |         | Acción Popular Sanluiseña               | 12 de agosto de 1963 - 30 de abril de 1969 |
| Santa Cruz          | Luis Mauricio Corradi           |         | Partido Demócrata Cristiano             | 12 de agosto de 1963 - 30 de abril de 1966 |
| Santa Cruz          | Adolfo Alejandro Barbich        |         | Unión Cívica Radical del Pueblo         | 12 de agosto de 1963 - 30 de abril de 1972 |
| Santa Fe            | Félix Eduardo Astudillo         |         | Unión Cívica Radical Intransigente      | 12 de agosto de 1963 - 30 de abril de 1969 |
| Santa Fe            | Miguel Salmén                   |         | Unión Cívica Radical Intransigente      | 12 de agosto de 1963 - 30 de abril de 1972 |
| Santiago del Estero | Ángel Roberto Freytes           |         | Unión Cívica Radical del Pueblo         | 12 de agosto de 1963 - 30 de abril de 1966 |
| Santiago del Estero | José Francisco Luis Castiglione |         | Unión Cívica Radical del Pueblo         | 12 de agosto de 1963 - 30 de abril de 1969 |
| Tucumán             | Enrique G. Ríspoli Román        |         | Partido Demócrata de la Justicia Social | 12 de agosto de 1963 - 30 de abril de 1966 |
| Tucumán             | Celestino Gelsi                 |         | Unión Cívica Radical Intransigente      | 12 de agosto de 1963 - 30 de abril de 1969 |

1. 1 2 3 4 5  Desde el 11 de diciembre de 1963.
2. ↑  Desde el 30 de enero de 1964.

### Capital Federal
Elección el 7 de julio de 1963. Santiago Fassi y Ricardo Bassi fueron electos el 29 de julio de 1963 con los votos de Unión Cívica Radical del Pueblo, los Partidos Socialistas, Demócrata Cristiano y Demócrata Conservador.
|  | 30,41 % |

|  | 20,45 % |

|  | 13,64 % |

|  | 11,05 % |

|  | 8,06 % |

|  | 7,16 % |

|  | 5,67 % |

|  | 3,56 % |

|  | 85,71 % |

|  | 14,29 % |

|  | 100 % |